# Kuchnia farerska

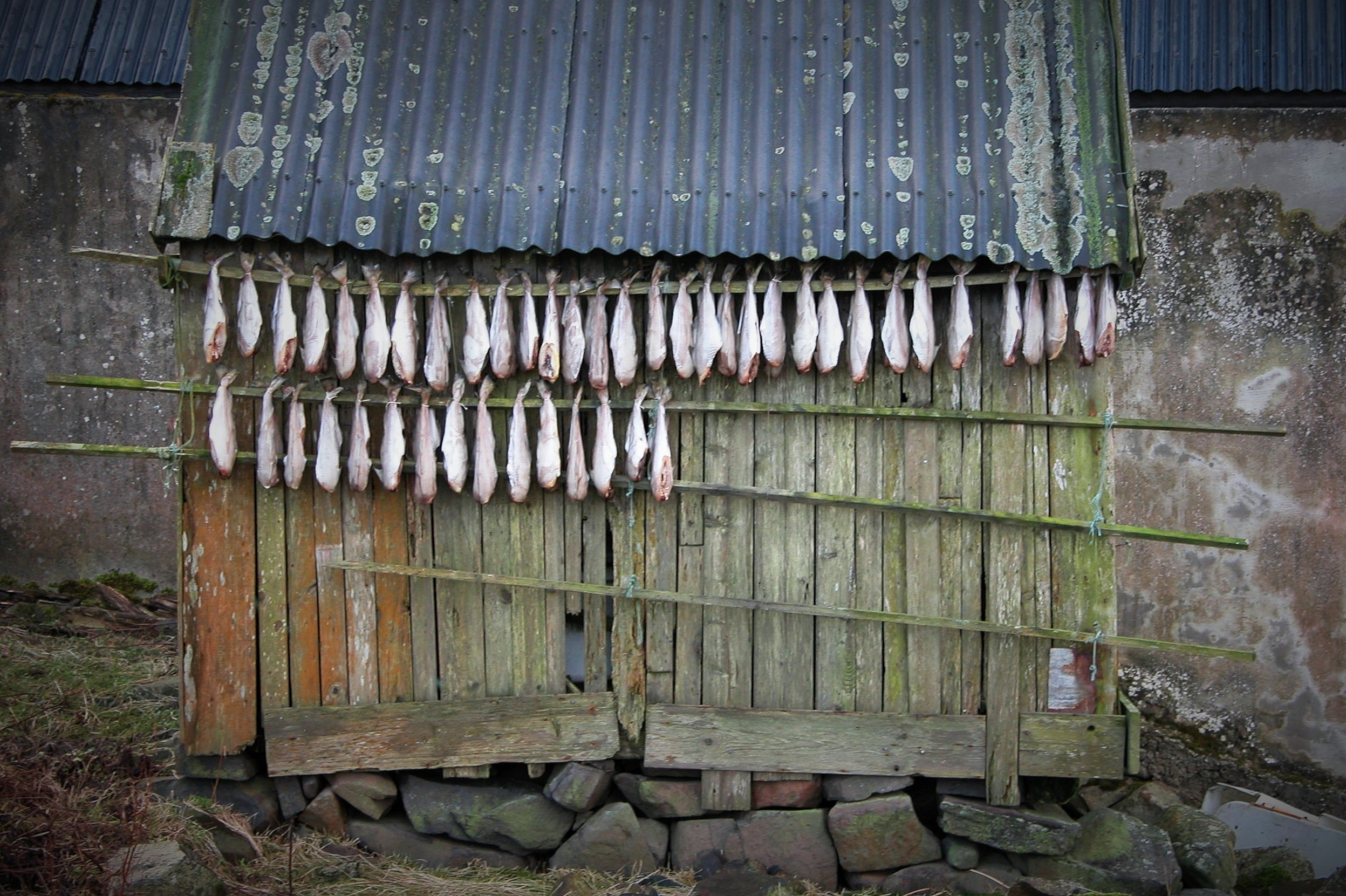
Ryby suszące się w hjallur

Kuchnia farerska – tradycyjna kuchnia mieszkańców Wysp Owczych opierająca się na mięsie ryb oraz owiec. Podobnie jak w kuchni skandynawskiej, wiele tradycyjnych potraw farerskich jest konserwowanych w celu zachowania przydatności do spożycia podczas długich zim.

## Mięsa
Tradycyjnie głównym źródłem mięsa na Wyspach Owczych są owce domowe, najczęstsze zwierzę hodowlane na Wyspach Owczych. Owce są również wykorzystywane do produkcji wełny. Najpopularniejszym daniem kuchni farerskiej jest skerpikjøt, czyli suszona na wietrze baranina. Suszarnie, znane jako hjallur, są często częścią domów na Wyspach Owczych, szczególnie w małych miasteczkach i wioskach. Inne tradycyjne potrawy to ræst kjøt, ræstur fiskur (suszone mięsa) oraz Garnatálg, czyli tłuszcz owczy ubijany w owczych jelitach i suszony w hjallur.  
Popularne są ponadto mięsa ryb z powodu wód otaczających wyspę oraz mięsa ptaków. Dawniej dużą rolę odgrywało również wielorybnictwo (grindadráp), jednak obecnie odchodzi się od tych praktyk.

## Warzywa i nabiał
Z powodu małej ilości zwierząt hodowlanych innych niż owce, większość warzyw oraz nabiału, np. jaj, importowana jest z Danii. Same warzywa nie są zbyt popularne w kuchni farerskiej; najpopularniejszymi są ziemniaki. 

## Alkohol
Najstarszy browar na Wyspach Owczych, Föroya Bjór, produkuje piwo od 1888 roku, eksportując je głównie do Islandii i Danii. Pierwotnie mieściła się w Klaksvíku, ale po zakupie i połączeniu z Bryggjarí Restorffa, Føroya Bjór została przeniesiona do stolicy.
Do 2011 roku na Wyspach Owczych zabroniona była produkcja wysokoprocentowego alkoholu. Dopiero w maju 2011 roku rząd Wysp Owczych wydał nowe prawo, które pozwoliło browarom i gorzelniom z Wysp Owczych warzyć mocne piwo i wysokoprocentowe alkohole. 